# Henry R. Gibson
Henry Richard Gibson, född 24 december 1837 i Queen Anne's County, Maryland, död 25 maj 1938 i Washington, D.C., var en amerikansk republikansk politiker. Han var ledamot av USA:s representanthus 1895–1905.
Gibson utexaminerades 1862 från Hobart College och tjänstgjorde i nordstatsarmén i amerikanska inbördeskriget. Därefter studerade han juridik vid Albany Law School och inledde 1865 sin karriär som advokat i Tennessee. År 1879 grundade han tidningen Knoxville Republican. År 1895 efterträdde han John C. Houk som kongressledamot och efterträddes 1905 av Nathan W. Hale.